# Christian Gaubert
Pour les articles homonymes, voir Gaubert.
Christian Gaubert, né le 29 juin 1944 à Marseille, est un compositeur français. Il est notamment connu pour avoir collaboré avec Charles Aznavour, Mireille Mathieu, Gilbert Bécaud, Johnny Hallyday, Serge Gainsbourg, Pascal Auriat, Gérard Lenorman, Claude Lelouch, Mort Shuman, Nicole Rieu, ou encore Nicole Croisille.

## Biographie
Christian Gaubert étudie au Conservatoire de Marseille où il obtient un premier prix de piano et de solfège puis intègre la classe de perfectionnement de Pierre Barbizet, parallèlement à des études de droit.
Depuis la fin de années soixante, Christian Gaubert est un des ambassadeurs de la musique populaire française. Son éducation est autant marquée par la découverte de la musique symphonique que du jazz.
Dès l'âge de vingt ans, il multiplie les rencontres avec des figures de la variété, avec qui il collabore pour l'arrangement et la direction d’orchestre : Charles Aznavour, Gilbert Bécaud, Mireille Mathieu, Mort Shuman, Nicole Rieu (Je sais que ça va m'arriver, sur son album Le ciel c'est ici) ou encore Nicole Croisille pour laquelle il écrit plusieurs titres emblématiques, dont Téléphone-moi.
Christian Gaubert travaille pour le cinéma et la télévision. À partir de 1970, il met en musique les images de Bob Swaim, François Reichenbach, Nicolas Gessner, Francis Leroi, et la série télévisée Nestor Burma, interprétée par Guy Marchand. Il rencontre Francis Lai, dont il devient l’arrangeur d’élection : Mayerling, Love story, La course du lièvre à travers les champs, Itinéraire d’un enfant gâté, Les yeux noirs… 
Francis Lai raconte : 
Plus jeune chef d’orchestre à avoir dirigé le Royal Philharmonic Orchestra au Royal Albert Hall en 1974, pour the Cinema & television benevolent fund, il  conduit l'orchestre dans des émissions de télévision : Le grand échiquier, spécial Midem, Festival de Cannes ; il fait de nombreuses tournées en France et à l’étranger, notamment au Japon. En 2005, il rend hommage à Francis Lai avec l’orchestre des Hauts de Seine, pour le festival Musique et cinéma d’Auxerre.
Admis à la SACEM en 1967, il est promu Sociétaire définitif en 1973, puis membre de la Commission des Variétés de 1998 à 1992, et membre de la Commission de l'Audiovisuel de 1993 à 2002 dont il est le président en 2000-2001. Il est aujourd'hui membre et trésorier au conseil d’administration de la SACEM. En 1974, il reçoit le prix de la musique symphonique légère des prix de printemps SACEM.

## Décoration
- Officier de l'ordre des Arts et des Lettres (2013)[4]

## Compositeur

### Pour longs métrages
- 1972 : Les hommes de Daniel Vigne
- 1976 : Sex. O’clock U.S.A. de François Reichenbach
- 1976 : La rue haute (avec Mort Shuman)
- 1977 : Une fille cousue de fil blanc de Michel Lang
- 1977 : La nuit de Saint-Germain des prés de Bob Swaim
- 1978 : La petite fille au bout du chemin de Nicolas Gessner
- 1980 : La puce et le privé de Roger Kay
- 1982 : Le Démon dans l’île de Francis Leroi
- 1988 : Jeweller’s shop de Michael Anderson
- 1994 : le vent du Wyoming d’André Forcier
- 1996: Temps de chien de Jean Marboeuf
- 1997 : La cible d’André Courrège
- 2014 : Salaud on t'aime de Claude Lelouch (en co-signature avec Francis Lai)

### Pour courts métrages
- 1988 : Appel de Xavier de Kersan
- 1996 : En garde, Monsieur de Didier Fontan
- 1997 : Ultima Hora de Laurence Menard (avec Stéphane Gaubert)
- 2000 : Un jeudi en hiver d’Anne Flandrin
- 2004 : Stricteternum de Didier Fontan

### Pour séries et téléfilms
- 1980 : Série Salut Champion
- 1986 : Série L’amour à tout prix
- 1990 : Bonjour la galère (2 téléfilms) d’Isabelle Huppert
- 1991 : Série Nestor Burma (36 épisodes)
- 1992 : La mémoire d’André Delacroix
- 1992 : Pour une fille en rouge de Marianne Lamour
- 1992 : Le dernier jour d’un condamné d’après Victor Hugo de Jean-Christophe Averty
- 1992 : Série Julie Lescault (Les 3 premiers épisodes) d’Isabelle Huppert
- 1994 : Une qui promet de Marianne Lamour
- 1995 : série Le Jap de Joël Seria
- 1996 : Série Le refuge (les 3 premiers épisodes) d’Alain Schwartzstein
- 1996 : Les cinq dernières minutes Le quincaillier amoureux, de Jean Marboeuf
- 1996 : Série Madame le proviseur Le Lep de Jean Marbeuf
- 1996 : Sans mentir de Joyce Bunüel
- 1997 : L’alambic de Jean Marbeuf
- 1997 : Paloma de Marianne Lamour
- 2007 : Pas tout de suite de Marianne Lamour

### Chansons[5]
- Nicole Croisille : Téléphone moi - Children (B.O) Poursuite - Attends moi - Celle que tu veux celle que je suis .
- Mireille Mathieu : Ce soir, ils vont s’aimer - On peut encore mourir d’amour - Une fille cousue de fil blanc (B.O) A force de rêver - Il jouait à l’opéra - Vivre pour toi - Pour t’empêcher de me dire adieu - Priez pour moi - Au bal du grand amour - Tu ne m’aimes pas - Emporte moi - Je suis née pour chanter
- Céline Dion : La do do la do
- Fabienne Thibeault : Le cœur voyageur, Histoire d’amour, Music hall
- Gérard Lenorman : Quand une foule crie bravo, Châteaux de paille
- Bernard Lavilliers : Nicaragua
- Guy Marchand : Album Paris Tango - Album L’homme qui murmure à l’oreille des femmes - Détective privé (série Burma)
- Cerrone : Out of sight- California - Your love survived - What about you - Workout - Cycle’s woman, Sympathy, Your love survived, trippin on the moon.
- Serge Lama : Claudia - La cathédrale
- Nicole Rieu : Je sais que ça va m'arriver
- Claude François : Elle est au bout de la nuit
- Johnny Hallyday : Attention
- Carole Fredericks : One way Street - Lipstick traces - It’s time to move on
- Michel Sardou : Introduction symphonique de La pluie de Jules César
- Marthe Villalonga : Carte Postale
- Karine Michel : Nestor Burma (B.O), La cible (B.O), j’veux qu’on m’aime, Le Refuge

## Arrangeur

### Films - Chef d’orchestre
- Vivre pour vivre
- Love Story
- Les Yeux noirs
- À nous les petites Anglaises
- À quelques jours près
- Nima persa
- Attention bandits !
- Aurores persanes
- Canicule
- Dans la poussière du ciel
- Du soleil plein les yeux
- Edith et Marcel Emmanuelle
- Il y a des jours... et des lunes
- Intimate moments
- Itinéraire d'un enfant gâté
- L'aventure c'est l'aventure
- L'Extraordinaire Évasion
- L'Odeur des fauves
- La Bonne Année
- La Course du lièvre à travers les champs
- La Leçon particulière
- La Louve solitaire
- La Maison sous les arbres
- La Modification
- La Vie, l'Amour, la Mort
- Le Baiser de la femme araignée
- Le Chat et la Souris
- Le Corps de mon ennemi
- Le Petit Malin
- Le Petit Poucet
- Le Voleur et la Menteuse
- Le Voyou
- Les bons et les méchants
- Les Clés du paradis
- Les Pétroleuses
- Madame Claude
- Madly, Mayerling
- Par le sang des autres
- Toute une vie
- Treize jours en France
- Un amour de pluie
- Un homme une femme 20 ans déjà
- Un homme libre
- Un moment d'égarement
- Un type comme moi ne devrait jamais mourir
- Valse d'amour
- Hasards ou Coïncidences

### Concerts - Chef d’orchestre
- 1968 : 1er Olympia avec Charles Aznavour (Barclay)
- 1969 : 1er Olympia avec Mireille Mathieu
- 1974 : Royal philharmonic Orchestra au Royal Albert Hall (Wea)
- 1983 : Concert avec Cerrone et Santana (percussions) à l’espace Balard (Malligator)
- 1977 : Tournée Yamaha au Japon
- 1993 : Clôture des jeux méditerranéens de 1993 (F.R.3)
- 1994 : Tournée au Japon (musiques de film de Francis Lai), et concert deux pianos Avec Erik Berchot
- 1996 : Tournée Paris tango avec Guy Marchand (La cigale, le petit journal et province)
- 2000 : Tournée L’homme qui murmure avec Guy Marchand (Le casino de Paris et Province)
- 2005 : Festival international de la musique de film d’Auxerre- concert hommage à Francis Lai et à leur collaboration. Orchestre des hauts de Seine
- 2007 : Festival Cap d’Ail- musiques de film de Christian Gaubert et Francis Lai Orchestre Philharmonique de Nice

### Chef d’orchestre télévision
- 1985 (nuit de Noël) : Le grand échiquier spécial Claude Lelouch
- 1986 : Spécial Midem Cannes - Patrick Sabatier
- 1987: Grand échiquier Spécial Festival de Cannes
- 1987 : Champs-Élysées - Michel Drucker
- 1993 :  Inauguration théâtre André Malraux (Rueil) spécial Charles Aznavour

### Chef d’orchestre chansons
- Charles Aznavour : Comme ils disent, les plaisirs démodés, non, je n'ai rien oublié, désormais, Emmenez-moi, Idiote je t'aime, Je reviens Fanny, Les bon moments, Les galets d'Etretat, au nom de la jeunesse, On a toujours le temps, Isabelle, Olympia 68, Adieu, il te faudra bien revenir, entre-nous, No I could never forget, Yerushalaïm, Un jour, éteins la lumière, tu étais toi.
- Gilbert Bécaud : Un peu d'amour et d'amitié, Indiens mes frères, Et le spectacle continue, La cathédrale chante, Félicitation, Le fitant qui rit tout le temps, Hi Hai Ho, Un homme heureux, Il y a des moments si Merveilleux, Laissez aller, Liberacao, La première cathédrale.
- Eddy Mitchell : Tous les arrangements cuivres pour le spectacle 1995 (casino de Paris, Bercy et tournée)
- Eddy Mitchell & Serge Gainsbourg : Vieille canaille
- Bernard Lavilliers : If, Petit
- Mort Shuman : Sorrow, Papa Tango Charlie, My name is mortimer, Baby come on, Devant ton berceau, Don't stop it, Get it up baby, Gone are the days, Have you seen my shoes, Helle, My life, Un type comme moi.
- Xavier Gernet : Album Forme de rêve
- Mireille Mathieu : Une histoire d'amour (B.O), La bonne année (B.O).
- Nicole Croisille : Les clés du paradis (B.O), Itinéraire d'un enfant gaté, Vivre pour Vivre, Il y a des jours et des lunes (B.O), Candice, Vivre pour vivre.
- Paul Mauriat : Crocodile tears, Romantic Laser
- Yves Duteil : Pour les enfants du monde entier (Album et Live)
- Gérard Lenorman : Les matins d'hiver, Les mains sur le volant
- Mama Béa : Avant-toi (B.O), Je n'attendais que toi (B.O)
- Johnny Hallyday : L'aventure c'est l'aventure (B.O)
- Céline Dion : La do do la do.

## Prix
- 1974 : Filmharmonic 74, Royal Albert Hall pour le plus jeune chef d’orchestre à diriger le philharmonique.
- 1994 : Prix S.A.C.E.M de la musique symphonique légère
- 1972 : Oscar “best score” pour la musique du film “Love story” de Francis Lai, dont Il est arrangeur orchestrateur.
- 1988 : Nomination aux Victoires de la musique pour la musique du film Itinéraire D’un enfant gâté (Claude Lelouch) de Francis Lai, dont il est arrangeur orchestrateur.
- 1989 : Nomination aux Victoires de la Musique pour La musique du film Les yeux Noirs (Mikhalkov) de Francis Lai, dont il est arrangeur et orchestrateur.
- 1982 : Prix de la critique Avoriaz 1983 pour le film de Francis Leroi Le démon dans L’île, dont il est compositeur.
- 1992 : Sept d’or pour la série Nestor Burma dont il est le compositeur

## Disques
- 2008 : Jazz US